# Ceutorhynchus miegi
Espèce
Ceutorhynchus miegi (anciennement orthographié Ceutorrhynchus miegi) est une espèce fossile d'insectes coléoptères de la famille des Curculionidae, d'origine européenne, souvent nommée comme charançon. 
Selon Paleobiology Database cette espèce est un nomen dubium depuis 2015.

## Classification

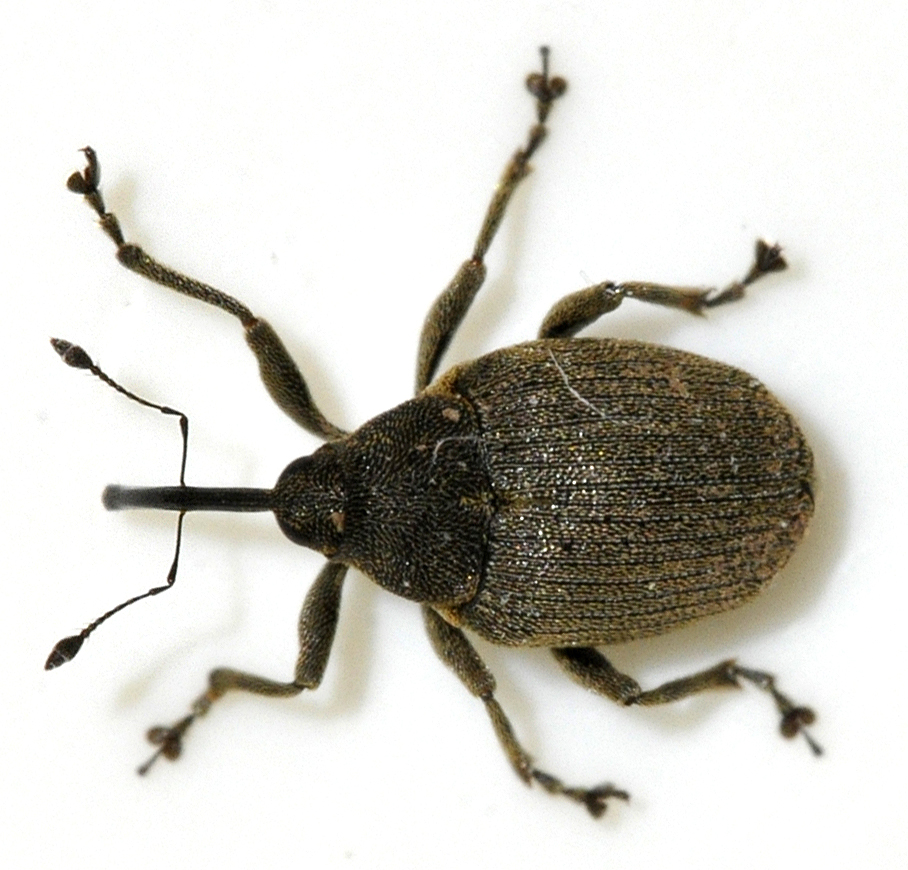
Ceutorhynchus napi vue dorsale d'une espèce sœur.

L'espèce Ceutorhynchus miegi a été publiée par Nicolas Théobald en 1937. Cet holotype R243, de l'ère Cénozoïque, et de l'époque Oligocène (33,9 à 23,03 Ma) fait partie de la collection Mieg conservée au musée d'histoire naturelle de Bâle en Suisse et vient du gisement de Kleinkembs.
L'espèce a été décrite comme appartenant à la sous-famille des Ceutorhynchinae et à la tribu des Ceutorhynchini. 

### Nomen dubium
En 2015, Andrei Alexsandrovitch Legalov déclare cette espèce comme nomen dubium de la tribu des Phytobiini,.

## Description

### Caractères
La diagnose de Nicolas Théobald en 1937, : « Insecte de couleur brun-noirâtre. ». 

« Tête au vertex développé ; bord postérieur légèrement convexe ; se rétrécit vers l'avant, bords latéraux convexes; yeux arrondis, de grande taille, à la base du rostre ; l’œil gauche est bien conservé, il est marqué par un centre brun entouré d'un anneau noir ; l’œil droit n'est représenté que par un fragment interne de l'anneau noir ; rostre large, légèrement courbé ; deux côtes longitudinales dessinent trois sillons à la face supérieure ; extrémité tronquée ; antennes non conservées ; scape atteignant le bord antérieur de l’œil. Prothorax s’évasant vers l'arrière, à peine convexe à l'arrière, bords latéraux plus fortement convexes ; une côte médiane obtuse dans la moitié postérieure ; deux renflements latéraux peu accentués. Hanches I insérées au milieu du prothorax. Élytres débordant le corselet, couvrant tout l'abdomen ; épaules légèrement arrondies ; maximum de largeur vers le tiers antérieur, se contractant fortement vers l'arrière ; sommet arrondi ; surface striée-ponctuée. Abdomen montre quatre segments. Les pattes III sont insérées en arrière du milieu du corps ; fémurs renflés ; tibias grêles ; pas d'épines visibles. »

### Dimensions
La longueur totale est de 5,75 mm, la longueur de la tête (y compris le rostre) est de 1,4 mm, le prothorax est de 1 mm et les élytres ont une longueur de 3,35 mm et une largeur de 3 mm.

### Affinités
D'autres Ceutorhynchus, de plus petite taille ont été trouvés dans le gisement voisin de Brunstatt en Alsace tels que C. Fischeri Förster, C. obliquus Förster et C. crassirostris Förster.

## Biologie
« Biologie : espèces vivant sur des plantes herbacées. ».

## Galerie
- Quelques espèces vivantes du genre Ceutorhynchus.
- Ceutorhynchus assimilis.
- Ceutorhynchus erysimi.
- Ceutorhynchus litura.
- Ceutorhynchus napi.
- Ceutorhynchus obstrictus.
- Ceutorhynchus pallidactylus.

### Article
- [2015] (en) Andrej Aleksandrovitsj Legalov, « Fossil Mesozoic and Cenozoic weevils (Coleoptera, Obrienioidea, Curculionoidea) », Paleontological Journal, vol. 49,‎ 2015, p. 1442-1513.

### Publication originale
- [1937] Nicolas Théobald, « Les insectes fossiles des terrains oligocènes de France 473 p., 17 fig., 7 cartes,13 tables, 29 planches hors texte », Bulletin Mensuel de la Société des Sciences de Nancy et Mémoires de la Société des sciences de Nancy, Imprimerie G. Thomas,‎ 1937, p. 1-473 (ISSN 1155-1119 et 2263-6439, OCLC 786027547). .